# (24858) Diethelm
(24858) Diethelm ist ein Asteroid des Hauptgürtels, der am 21. Januar 1996 an der Sternwarte Ondřejov entdeckt wurde.
Er ist nach Roger Diethelm (* 1948) benannt, einem Schweizer Astronomen, Beobachter von veränderlichen Sternen und Gymnasiallehrer. Der Name wurde vorgeschlagen von Marek Wolf und Petr Pravec.
Der Asteroid gehört zur Astraea-Familie, einer Gruppe von Asteroiden, die nach (5) Astraea benannt ist.